# Filmfare Award de la meilleure actrice en télougou
Le prix Filmfare de la meilleure actrice en télougou est une récompense attribuée depuis 1972 par le magazine indien Filmfare dans le cadre des Filmfare Awards South annuels pour les films en télougou (Tollywood).

## Lauréates et nominations

### Années 1970
- 1972 : Jayalalithaa  - Sri Krishna Satya[1]
- 1973 : Vanisri  - Jeevana Tarangalu[1]
- 1974 : Vanisri  - Krishnaveni[1]
- 1975 : Vanisri  - Jeevana Jyothi[1]
- 1976 : Jayasudha  - Jyothi[1]
- 1977 : Jayasudha  - Aame Katha[1]
- 1978 : Talluri Rameswari  - Sita Malakshmi[1]
- 1979 : Sujatha  - Guppedu Manasu[1]

### Années 1980
- 1980 : Jyothi  - Vamsa Vruksham[2]
- 1981 : Raadhika (Raadhika Sarathkumar)  - Nyayam Kavali[2]
- 1982 : Jayasudha  - Griha Pravesham[2]
- 1983 : Jayaprada  - Sagara Sangamam (en)[2]
- 1984 : Suhasini  - Swathi (en)[2]
- 1985 : Vijayashanti - Pratighatana[2]
- 1986 : Lakshmi  - Shravana Meghalu[3],[2]
- 1987 : Vijayashanti - Swayam Krushi[4]
- 1988 : Bhanupriya (en) - Swarnakamalam[5]
- 1989 : Vijayashanti - Bharata Naari[6]

### Années 1990
- 1990 : Vijayashanti  -  Karthavyam[7]
- 1991 : Sridevi  - Kshana Kshanam[8]
- 1992 : Revathi  - Ankuram[9],[10]
- 1993 : Vijayashanti  - Police Lockup[11]
- 1994 : Aamani  - Shubhalagnam[12],[13]
- 1995 : Soundarya  - Ammoru[14]
- 1996 : Tabu  - Ninne Pelladata[15]
- 1997 : Vijayashanti  -  Osey Ramulamma [16]
- 1998 : Soundarya  - Anthapuram[17]
- 1999 : Soundarya  - Raja[18]

### Années 2000
- 2000 : Richa Pallod - Nuvve Kavali[19],[20],[21]
- 2001 : Bhoomika Chawla - Kushi[20],[21]
  - Laya (en) - Preminchu
  - Sonali Bendre - Murari
  - Simran - Narasimha Naidu
- 2002 : Sadha - Jayam[22]
  - Kalyani - Avunu Valliddaru Ista Paddaru! 
  - Shriya Saran - Santosham 
  - Aarthi Agarwal - Nuvvu Leka Nenu Lenu
- 2003 : Asin - Amma Nanna O Tamila Ammayi[23]
  - Asin - Sivamani 
  - Bhumika Chawla - Missamma 
  - Sridevi Vijaykumar - Ninne Istapaddanu
- 2004 : Trisha Krishnan - Varsham[24]
  - Kamalinee Mukherjee - Anand
  - Shriya Saran - Nenunnanu
  - Asin - Gharshana
- 2005 : Trisha Krishnan - Nuvvostanante Nenoddantana[25]
  - Trisha - Athadu 
  - Charmy Kaur - Anukokunda Oka Roju 
  - Asin Thottumkal (Asin) - Chakram (en) 
  - Shriya Saran - Chatrapathi (en)
- 2006 : Genelia D'Souza - Bommarillu[26]
  - Ileana D'Cruz - Pokiri 
  - Kamalinee Mukherjee - Godavari
  - Aarthi Agarwal - Andala Ramudu
- 2007 : Trisha Krishnan - Aadavari Matalaku Arthale Verule[27]
  - Charmy Kaur - Mantra 
  - Bhumika Chawla - Anasuya 
  - Genelia D'Souza - Dhee 
  - Nayanthara - Tulasi
- 2008 : Swathi Reddy - Ashta Chamma[28]
  - Ileana D'Cruz - Jalsa 
  - Kamalinee Mukherjee - Gamyam 
  - Shweta Prasad - Kotha Bangaru Lokam 
  - Trisha Krishnan - Krishna (en)
- 2009 : Anushka Shetty - Arundhati[29]
  - Kajal Aggarwal - Magadheera 
  - Kamalinee Mukherjee - Gopi Gopika Godavari
  - Ileana D'Cruz - Kick 
  - Tamannaah - Konchem Ishtam Konchem Kashtam

### Années 2010
- 2010 : Anushka Shetty - Vedam[30]
  - Anushka Shetty - Nagavalli 
  - Kajal Aggarwal - Darling 
  - Nayanthara - Simha 
  - Samantha Ruth Prabhu - Ye Maaya Chesave

- 2011 : Nayanthara - Sri Rama Rajyam[31]
  - Kajal Aggarwal - Mr. Perfect (en) 
  - Nithya Menen - Ala Modalaindi 
  - Tamannaah - 100% Love 
  - Samantha Ruth Prabhu - Dookudu

- 2012 : Samantha Ruth Prabhu - Eega[32]
  - Nayanthara - Krishnam Vande Jagadgurum 
  - Tamannaah - Racha 
  - Hansika Motwani - Denikaina Ready 
  - Anushka Shetty - Damarukam

- 2013 : Nithya Menen - Gunde Jaari Gallanthayyinde[33]
  - Anushka Shetty - Mirchi 
  - Nanditha Raj - Prema Katha Chitram 
  - Rakul Preet Singh - Venkatadri Express 
  - Samantha Ruth Prabhu - Attarintiki Daredi

- 2014 : Shruti Haasan - Race Gurram[34]
  - Kajal Aggarwal - Govindudu Andarivadele 
  - Pooja Hegde - Oka Laila Kosam 
  - Rakul Preet Singh - Loukyam 
  - Samantha Ruth Prabhu - Manam

- 2015 : Anushka Shetty - Rudhramadevi (en)[35]
  - Nithya Menen - Malli Malli Idi Rani Roju 
  - Hebah Patel - Kumari 21F 
  - Shruti Haasan - Srimanthudu 
  - Tamannaah - La Légende de Baahubali (1re partie)

- 2016 : Samantha Ruth Prabhu - A Aa[36]
  - Keerthy Suresh (en) - Nenu Sailaja 
  - Lavanya Tripathi - Soggade Chinni Nayana 
  - Niveda Thomas - Gentleman (en) 
  - Rakul Preet Singh - Nannaku Prematho 
  - Ritu Varma - Pelli Choopulu

- 2017 : Sai Pallavi  - Fidaa
  - Anushka Shetty - Baahubali 2: The Conclusion
  - Nivetha Thomas - Ninnu Kori
  - Rakul Preet Singh - Rarandoi Veduka Chudham
  - Ritika Singh - Guru

- 2018 : Keerthy Suresh (en) - Mahanati
  - Aditi Rao Hydari - Sammohanam
  - Anushka Shetty - Bhaagamathie
  - Pooja Hegde - Aravinda Sametha Veera Raghava
  - Rashmika Mandanna - Geetha Govindam
  - Samantha - Rangasthalam

### Années 2020
- 2023 : Keerthy Suresh (en) - Dasara